# Tirito
Tirito (em latim: Tirithus; em armênio: Տիրիթ; romaniz.: Tiritʼ; m. 359) foi um príncipe da dinastia arsácida da Armênia, filho de Artaxias e sobrinho paterno de rei Ársaces II (r. 350–368). Foi executado por seu tio, após descoberta sua conspiração contra seu primo Genelo, em 359.

## Nome
Tirito (Tirithus) é a forma latina do nome teofórico armênio Tirite (Տիրիթ, Tiritʼ), que derivou do persa médio Tir, o deus das artes escribais. Por sua vez, o persa médio derivou do iraniano antigo Tirita (*Tīr-ita-). Ao comentar a respeito desse antropônimo, Hračʻya Ačaṙyan afirmou que está relacionado a Tiridates. Tiridates (Τιριδάτης, Tiridátēs) é a forma latina do armênio Terdate (Տրդատ, Trdat), que derivou do persa antigo Tiridata (*Tiridata-), "dado/criado por Tir". Foi registrado em grego como Terdates (Τηρδὰτης, Tērdàtēs), Teridates (Τηριδάτης, Tēridátēs), Teridácio (Τηριδάτιος, Tēridátios) e Tiridácio (Τιριδάτιος, Tiridátios).

## Vida

### Origens e vida no estrangeiro

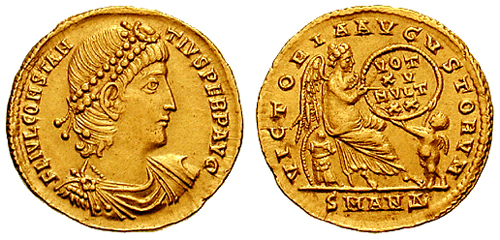
Soldo de r.

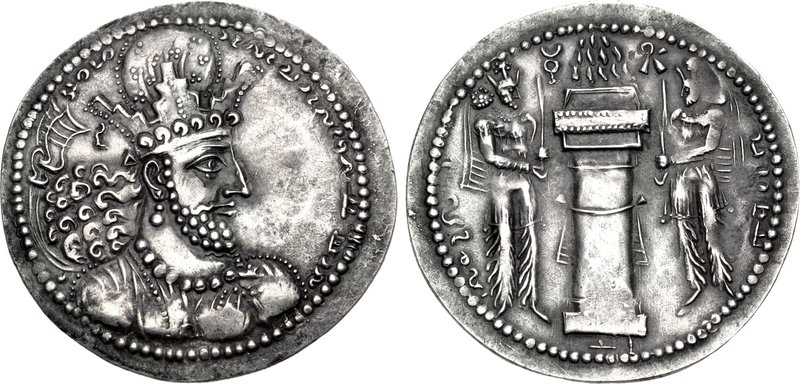
Dracma de r.

Tirito era um príncipe (sepu) da dinastia arsácida reinante, filho de Artaxias, o filho de Tigranes VII (r. 339–350) e irmão de Ársaces II (r. 350–368), com uma nobre de nome incerto. O momento exato de seu nascimento é incerto, mas nasceu no reinado de seu avô paterno. Seja como for, ao final do reinado de Tigranes, o rei e seus familiares foram levados pelo xainxá Sapor II (r. 309–379) (confundido com Narses I no relato de Fausto) como reféns políticos para Ctesifonte. Irritados com a situação, os nobres armênios solicitaram ajuda do imperador Constâncio II (r. 337–361) (confundido com Valente no relato de Fausto), que invadiu a Armênia e expulsou os iranianos. Em decorrência de sua vitória, Constâncio enviou emissários a Sapor para tratar da paz e exigiu que realizassem uma troca de reféns, que resultou no retorno da família real armênia. Nesse interim, Sapor havia designado Ársaces como rei no lugar de Tigranes.
Em algum ponto após esses eventos, Tiridates, seu filho Genelo e seu sobrinho Tirito, filho de Artaxias, foram enviados para Constantinopla como reféns políticos. Moisés de Corene afirmou que os arsácidas foram entregues por Tigranes VII a Juliano (r. 361–363) depois que se encontraram e o último solicitou reféns e tropas para sua campanha contra os sassânidas, mas as fontes clássicas não confirmam que Juliano encontrou-se com qualquer rei armênio, bem como sua menção no reinado de Tigranes VII é anacrônica, haja vista ser contemporâneo de Ársaces II. O relato de Moisés de Corene segue afirmando que Constâncio (confundido com Valentiniano I no relato de Moisés de Corene) enviou emissários portando carta endereçada a Ársaces na qual solicitava um estreitamento das relações romano-armênias após a ajuda que prestou expulsando os iranianos, mas Ársaces tratou os emissários com frieza e os mandou de volta. Segundo Moisés de Corene, em resposta, Constâncio ordenou que Tiridates fosse executado e supostamente enviou o general Teodósio para atacar os armênios,[a] mas os romanos foram parados na fronteira pelo católico Narses I que, a mando de Ársaces, entregou seu tributo devido e estava com presentes ao imperador. A embaixada de Narses I, datada de 358, foi distintamente referida nas fontes primárias. Para Fausto, sua ida à corte imperial resultou em seu exílio, pois durante a visita enfureceu Constâncio; para Moisés, por outro lado, Narses foi bem-sucedido em sua missão e retornou à armênia ao lado da nobre Olímpia, que foi concedida a Ársaces como esposa. Em ambos os relatos, os arsácidas mantidos como reféns foram libertados e devolvidos ao rei armênio, mas para Fausto foram entregues aos nobres que acompanharam Narses, enquanto que para Moisés retornaram junto do católico. Moisés comenta que Genelo, em compensação pela execução de seu pai, foi nomeado cônsul e recebeu tesouros.

### Disputa com Genelo
Ao retornarem, Genelo tornou-se muito popular com a nobreza. Moisés sustentou que tamanha popularidade, adquirida desde seu suposto consulado, teria despertado inveja de Tirito, que buscou meios de tramar contra ele. Fausto, por outro lado, alegou que Tirito sentiu-se pela beleza de Farranzém, a esposa de Genelo, e queria ela para si Em ambos os relatos, Tirito (junto de Vardanes I, segundo Moisés) aproximou-se de Ársaces e lhe disse inverdades a respeito de Genelo:
| “ | Genelo deseja reinar e matá-lo. Todos os magnatas, nacarares e azates amam Genelo e todos os nacarares desse reino desejam seu senhorio sobre si em vez do teu, dizendo: 'Saibas disso, ó rei, e vejas o que tu deves fazer para poder sobreviver.' | ” |
|   | — Fausto, o Bizantino, Histórias Épicas, IV.XV.125-126. |   |

| “ | Tu não sabes que Genelo está conspirando para matá-lo para que possa reinar em teu lugar? Vejas, vejas a prova do assunto, ó rei. Genelo fixou residência em Airarate em suas terras reais, e a afeição de todos os príncipes está do lado dele. Pois os imperadores planejaram isso dando a ele a honra do consulado e muito tesouro com o qual subornou os príncipes. [...] Com meus próprios ouvidos [Vardanes], ouvi Genelo dizendo: 'Não abandonarei a vingança pela morte de meu pai sobre meu tio, por culpa de quem [isso] ocorreu'. | ” |
|   | — Moisés de Corene, História da Armênia, IV.23. |   |

### Morte
Desse ponto em diante, as fontes divergem a respeito do destino de Tirito.

#### Moisés de Corene
Moisés alegou que Vardanes e Tirito foram enviados a Genelo para questioná-lo do motivo de residir em Airarate, nas propriedades que havia recebido de seu avô Tigranes VII, em detrimento do costume segundo o qual todos os príncipes, exceto o herdeiro, deviam residir Astianena, Aliovita e Arberânia com estipêndios e receitas do tesouro régio. Os emissários lhe deram a ordem de evacuar a região e devolver os príncipes da nobreza ou ser executado. Genelo acatou as ordens e e dirigiu-se para Aliovita e Arberânia, ambas na Vaspuracânia. Algum tempo depois, Ársaces dirigiu-se ao distrito de Cogovita, em Airarate, com o intuito de caçar Ficou satisfeito ao conseguir abater muitos animais num curto espaço de tempo. Tirito e Vardanes, que o acompanharam, instigaram uma nova intriga entre o rei e Genelo ao alegarem que o príncipe, em sua cidade de Saapivano, que recebeu de seu avô paterno Genelo, tinha à sua disposição maiores quantidades de animais para caçar. As maquinações deles, no fim, provocariam a execução de Genelo num acidente forjado. Como alegado, o executor Vardanes concordou com o plano, não por lealdade ao rei, mas por sua amizade com Tirito.
Mais tarde, quando o xainxá Sapor II tentou reaproximar-se de Ársaces após anos de boas relações do rei armênio com o Império Romano, Ársaces enviou Tirito e Vardanes com ricos presentes e um pedido de reconciliação. O xainxá solicitou que tropas fossem enviadas para ajudar os iranianos numa expedição contra os romanos e Ársaces, sem vontade de comparecer em pessoal, nomeou Tirito e Vardanes como comandantes de um pequeno contingente. Pelo excessivo desprezo de Tirito contra os romanos, e por instigação de Vasaces I, irmão de Vardanes, os comandantes foram privados de sua posição e repreendidos com duras palavras. Ambos decidiram desertar às fileiras de Sapor e Ársaces ordenou que Vasaces os perseguisse com um grande exército e os matasse assim que os localizasse. Moisés concluiu o relato alegando que a morte de Tirito foi consequência da maldição que o católico Narses lançou sobre ele por conta de sua participação na morte do inocente Genelo.[b]

#### Fausto, o Bizantino
De acordo com Fausto, as palavras mentirosas de Tirito foram repetidas muitas vezes perante Ársaces, que encheu-se de rancor e ódio contra Genelo. Alegou Fausto que o rei o perseguiu em inúmeras ocasiões e fez várias conspirações. Em 359, aproveitando o festival celebrado no Navassarde (Ano-Novo), Ársaces persuadiu Genelo a comparecer na celebração com o intuito de matá-lo. Ordenou que Vardanes I atuasse como emissário e lhe disse para chamá-lo, sem revelar-lhe a respeito dos planos de matá-lo. Genelo se apressou para chegar ao acampamento real antes do dia seguinte, pois iria ser celebrada a festa dedicada ao profeta João Batista, conforme instituído por Gregório, o Iluminador e Tiridates III décadas antes, na cidade de Bagarana. A população estava reunida e o católico Narses I, então liberto de seu exílio, convocou bispos para participarem do evento. O rei ordenou que ele fosse mantido do lado de fora, onde seria capturado e levado para sua execução. Farranzém, que havia chegado junto do séquito de Genelo numa liteira, ao ver a cena, apressou-se para dentro da tenda onde estavam os clérigos e a população reunida e gritou por socorro, explicando a situação. Narses apressou-se para encontrar Ársaces, que ao perceber que o católico iria interceder pelo condenado, fingiu estar sonolento para não dar ouvidos às súplicas e sermões. Erasmaque, executor chefe, adentrou o recinto e relatou que as ordens haviam sido cumpridas, o que motivou mais uma série de reprimendas de Narses.
Genelo foi decapitado em Lesim, situado nas montanhas próximas, perto da cerca que circunda o campo de caça em frente ao salão de festas real, nas fontes de murta em frente ao acampamento. Ársaces saiu de seus aposentos e ordenou que os presentes lamentassem a morte do executado. Farranzém se descontrolou e começou a arrancar suas roupas e cabelo. Ao presenciar a cena, Tirito aproveitou-se da situação e enviou uma mensagem à viúva, dizendo: "Não vistas esse luto, pois sou um homem melhor do que ele. Eu te amei, e o fiz perecer para que eu pudesse te tomar como minha esposa." Ao lê-la, Farranzém arrancou os cabelos e falou em voz alta: "Ouçam todos, a morte do meu marido foi por minha causa, meu marido foi morto porque alguém me desejou!". A verdade começou a se espalhar entre os presentes e alcançou os ouvidos do rei, que exclamou em voz alta: 
| “ | Porque Tirito foi ferido com paixão vergonhosa pela esposa de Genelo, planejou esse perverso [ação], esta traição, esta morte violenta, infundada e injusta. E por causa de sua luxúria, nos manchou também com sangue inocente. Entregou seu próprio irmão para matança e nos fez herdeiros de tormentos irremediáveis e maldições, que não passarão. | ” |
|   | — Fausto, o Bizantino, Histórias Épicas, IV.XV.125-126. |   |

O rei confirmou as informações que ouviu e refletiu sobre o assunto. No interim, após o sepultamento de Genelo, Tirito enviou uma mensagem ao rei: "Que seja. Teu testamento real, que tu dês a ordem permitindo que eu tome a esposa de Genelo, Farranzém, como minha esposa." Ao ouvir a mensagem, Ársaces planejou a morte de Tirito em retaliação à morte de seu primo. Ao tomar ciência, Tirito fugiu à noite com medo. O rei foi informado de sua fuga e ordenou que um contingente nobre do acampamento o seguisse e o matasse ao avistá-lo. Muitos o perseguiram até o alcançarem na floresta do distrito de Bassiana, onde o mataram.

## Avaliação
Richard G. Hovannisian sugeriu, desconsiderando o relato romântico de Fausto, que a execução de Genelo, e a subsequente execução de Tirito, foram motivadas pelo receio de Ársaces de que eles poderiam rebelar-se para tomar o trono. Nina Garsoïan, por sua vez, propôs que as citações de Tirito a respeito de Genelo refletem como a presente de Genelo e Tirito foi sentida na corte arsácida, haja vista serem príncipes da linhagem principal da família e poderem reivindicar o trono, com suporte da nobreza. V. S. Nalbandyan sugeriu que Genelo e Tirito representavam, respectivamente, lideranças das facções pró-romana e pró-iraniana que dividiriam a nobreza armênia ao longo do século IV em decorrência dos conflitos entre o Império Romano e o Império Sassânida pela supremacia sobre o Reino da Armênia.